# Busycon perversum
Busycon perversum is een in zee levende slakkensoort uit de familie  Buccinidae.
Busycon perversum voedt zich vooral met tweekleppigen. De soort komt voor in de zee voor de kust van Noord-Amerika, ten zuiden van Florida. Busycon perversum is een eetbare slakkensoort.
Door de verschillende Indianenstammen wordt Busycon perversum al duizenden jaren gegeten en hun schelpen worden gebruikt als decoratie en voor werktuigen.
De wetenschappelijke naam van de soort werd, als Murex perversus, gepubliceerd in 1758 in Systema naturae door Carl Linnaeus.